# Francisco José da Costa e Amaral
Francisco José da Costa e Amaral ComC (Portalegre, 14 de Agosto de 1798 - Lisboa, 11 de Setembro de 1862) foi um magistrado, juiz e político português.

## Família
Filho de Alexandre Manuel do Amaral, Proprietário em Portalegre, e de sua mulher Luísa Rosa da Costa e Lobão e irmão de José Avelino da Costa e Amaral (Portalegre - ?), abastado Proprietário em Portalegre e Lisboa.

## Biografia
Bacharel formado em Direito, em Cânones e em Leis, pela Faculdade de Leis e pela Faculdade de Cânones da Universidade de Coimbra e antigo Magistrado, foi nomeado Juiz de Fora de Cabeço de Vide em 1822, cargo que exerceu até 1826, data em que foi transferido para Avis. Foi muito perseguido pelas Forças Miguelistas. Fidalgo da Casa Real, em 1834, foi nomeado Ouvidor e Juiz de Direito da Cidade de Macau, mas teve divergências profundas com o Governador do Território, Bernardo José de Sousa Soares de Andrea, sobre a execução da Legislação do Governo Liberal.
Foi eleito Deputado e Senador do Reino pela Província de Goa, pelo Estado da Índia, nas Legislaturas que decorreram de 9 de Dezembro de 1838 a 25 de Fevereiro de 1840, no entanto só prestou juramento a 7 de Janeiro de 1840, tendo transitado para a Legislatura seguinte, que decorreu entre 25 de Maio de 1840 e 10 de Fevereiro de 1842, durante as quais fez parte de três Comissões, duas em datas desconhecidas de 1840 e uma em data desconhecida de 1841, e teve vinte e uma Intervenções, a 13 e 31 de Janeiro, a 11, 13 e 20 de Fevereiro, a 29 e 30 de Julho, a 3 e 25 de Agosto, a 19 de Setembro, a 20 de Outubro, a 6, 9, 13, 14, 16, 18 e 28 de Novembro de 1840, e a 13, 21 e 25 de Janeiro de 1841. Não há registo de nenhuma intervenção sua na Câmara dos Senadores.
Em 1851, foi nomeado Vogal Extraordinário do extinto Conselho Ultramarino, passando, pouco depois, a Vogal Efectivo.
Foi Membro da Sociedade Literária Patriótica, era Comendador da Ordem Militar de Cristo, pertencia ao Conselho de Sua Majestade Fidelíssima e era Conselheiro de Sua Majestade Fidelíssima a Rainha D. Maria II de Portugal e o Rei D. Fernando II de Portugal.

## Casamentos e descendência[2][3][4][5][11]
Casou primeira vez em Macau, no Oratório das casas de seu avô dela, registado na Sé, a 30 de Outubro de 1837 com Maria Antónia Pereira Goulart da Silveira, viúva sem geração de Bernardo Duarte dos Santos, filha de Francisco Goulart da Silveira (Horta, Matriz - Macau, Sé, 21 de Agosto de 1835) e de sua mulher (Macau, Santo António?) Rosa Perpétua Viana Pereira (Macau - ?), a qual casou segunda vez com o irmão de seu genro acima referido, com geração extinta, com geração, sem mais notícias.
Casou segunda vez a 14 de Setembro/Dezembro de 1853 com Maria Hipólita de Sousa Almeida e Vasconcelos (12 de Dezembro de 1822 - 17 de Fevereiro de 1855), filha do 1.º Barão de Alvaiázere e sobrinha materna do 1.º Barão de Santa Comba Dão, sem geração.